# Открытое Шоссе (муниципальный округ)
Это — статья о бывшем муниципальном округе Москвы; о шоссе в Москве смотри Открытое шоссе.
Откры́тое Шоссе́ — бывший муниципальный округ Москвы, просуществовавший с 1991 года по 1995 год. Позже его территория была включена в состав нового района Метрогородок.

## История
Временный муниципальный округ «Открытое Шоссе» был создан в ходе административной реформы 1991 года и входил в состав Восточного административного округа Москвы. После принятия 5 июля 1995 году закона «О территориальном делении города Москвы» временный муниципальный округ был преобразован практически без изменения границ в новый район Москвы Метрогородок.

## Границы муниципального округа
Согласно распоряжению мэра Москвы «Об установлении временных границ муниципальных округов Москвы» граница муниципального округа «открытое Шоссе» проходила:
от пересечения улицы Николая Химушина и Тагильской улице, по Тагильской улице до проезда вдоль границы парка «Лосиный остров», по проезду вдоль границы парка «Лосиный остров» до западной границы территории типографии № 3 издательства «Наука», вдоль западной границы типографии № 3 до западной границы детского психоневрологического санатория № 44, вдоль западной границы санатория до западной границы территории филиала клинической больницы № 2, вдоль западной границы территории филиала больницы до улицы Николая Химушина.